# Premi e riconoscimenti dei The National
Questa è una lista dei premi e dei riconoscimenti ricevuti dai The National.

## Brit Award
- 2011 – Candidatura come International Breakthrough Act[1]

## IRMA Chart Number 1 Awards
Il premio è noto anche come Official Irish Charts Awards.
- 2017 – #1 Album per Sleep Well Beast
- 2023 – #1 Album per First Two Pages of Frankenstein

## Grammy Awards
- 2014 – Candidatura come Best Alternative Music Album per Trouble Will Find Me[2]
- 2018 – Candidatura come Best Alternative Music Album per Sleep Well Beast[3]
- 2018 – Candidatura come Best Recording Package per Sleep Well Beast[3]

## National Music Publisher's Association Awards (NMPA)
Il premio è assegnato agli autori delle canzoni: sono riportati i premi assegnati ad Aaron Dessner.
- 31 dicembre 2022 – Platinum per The 1 (di Taylor Swift)
- 31 dicembre 2022 – Platinum per Cardigan (di Taylor Swift)
- 31 dicembre 2022 – Platinum per Willow (di Taylor Swift)

## NME Awards
- 2018 – Candidatura come Best Album per Sleep Well Beast[5]
- 2018 – Candidatura come Best Band in the World[5]

## Official Charts Company Specialist Awards (OCC UK)
I premi sono assegnati dalla Official UK Chart ai progetti che raggiungono la prima posizione settimanale in una classifica.
- 2010 – #1 Official Independent Albums Chart per High Violet
- 2013 – #1 Official Independent Albums Chart per Trouble Will Find Me
- 2017 – #1 Official Albums Chart per Sleep Well Beast
- 2017 – #1 Official Albums Chart Update per Sleep Well Beast
- 2017 – #1 Official Scottish Albums Chart per Sleep Well Beast
- 2017 – #1 Official Albums Sales Chart per Sleep Well Beast
- 2017 – #1 Official Album Downloads Chart per Sleep Well Beast
- 2017 – #1 Official Physical Albums Chart per Sleep Well Beast
- 2017 – #1 Official Vinyl Albums Chart per Sleep Well Beast
- 2017 – #1 Official Record Store Chart per Sleep Well Beast
- 2017 – #1 Official Independent Albums Chart per Sleep Well Beast
- 2019 – #1 Official Independent Albums Chart per I Am Easy To Find
- 2023 – #1 Official Vinyl Albums Chart per First Two Pages of Frankenstein
- 2023 – #1 Official Independent Albums Chart per First Two Pages of Frankenstein

## Spike Video Game Awards
- 2011 – Candidatura come Best Song in a Game per Exile Vilify[7]

## World Music Awards
- 2014 – Candidatura come World's Best Album per Trouble Will Find Me[8]
- 2014 – Candidatura come World's Best Live Act[8]
- 2014 – Candidatura come World's Best Group[8]